# Marek Saganowski
Marek Mirosław Saganowski (phát âm tiếng Ba Lan: [ˈmarɛk miˈrɔswaf saɡaˈnɔfskʲi]; sinh ngày 31 tháng 10 năm 1978) là một cựu cầu thủ bóng đá người Ba Lan thi đấu ở vị trí tiền đạo. Sau khi chu du qua nhiều vùng miền, anh đã chơi bóng cho các câu lạc bộ tại Ba Lan, Đức, Hà Lan, Bồ Đào Nha, Pháp, Anh, Đan Mạch và Hy Lạp. Saganowski có trận ra mắt tuyển quốc gia Ba Lan vào năm 1996 và kể từ đó có được 35 lần khoác áo tuyển và ghi 5 bàn thắng. Anh từng đại diện cho đội tuyển tranh tài tại Giải vô địch bóng đá châu Âu 2008.

## Sự nghiệp cấp câu lạc bộ

### Ba Lan
Saganowski sinh ra tại Łódź, Ba Lan và bắt đầu nghiệp chơi bóng vào năm 1994 trong màu áo câu lạc bộ địa phương ŁKS Łódź, anh thi đấu ở đây trong 6 mùa giải với những quãng thời gian bị đem cho mượn tới Feyenoord vào năm 1996 và Hamburger SV vào đầu năm 1997. Do những thương vụ cho mượn kia không thành công nên anh trở lại ŁKS vào mùa hè 1997 để tái gây dựng sự nghiệp. Mùa 1997–98, anh có 22 lần ra sân cho ŁKS Łódź, nhưng sự nghiệp của anh bị gián đoạn bởi một tai nạn xe mô tô nghiêm trọng xảy ra vào năm 1998, làm cho anh không thể đi bộ được. Anh bình phục chấn thương chậm và trở lại chơi bóng cho ŁKS Łódź, mặc dù vậy khả năng săn bàn của anh không còn được như trước.
Anh chuyển tới Wisła Płock vào năm 2000 rồi gia nhập Odra Wodzisław vào năm kế tiếp. Anh đầu quân cho Legia Warszawa vào tháng 1 năm 2003 và dần lấy lại phong độ với 41 bàn thắng sau 67 trận. Năm 2005, anh chuyển tới câu lạc bộ Vitoria Guimaraes của Bồ Đào Nha, tại đây anh có 12 bàn thắng sau một mùa giải.

### Troyes
Ở đầu mùa giải 2006–07, anh chuyển tới câu lạc bộ Troyes AC của Pháp với mức phí 1 triệu bảng Anh, nhưng chỉ có 6 lần ra sân từ ghế dự bị và không ghi được bàn nào, buộc phải dành phần lớn thời gian trong đội dự bị.

### Southampton

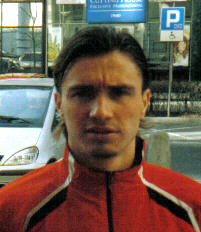
Saganowski trong màu áo Southampton vào tháng 8 năm 2007

Saganowski đầu quân cho Southampton lúc đầu dưới dạng cho mượn vào ngày 30 tháng 1 năm 2007 cho đến cuối mùa 2006–07. Anh có khởi đầu thuận lợi tại câu lạc bộ có biệt danh the Saints với thành tích 10 bàn thắng sau 13 lần ra sân, trong đó có một cú hat-trick trong chiến thắng 6–0 trước Wolverhampton Wanderers vào ngày 31 tháng 3 năm 2007. Những bàn thắng của anh giúp cải thiện phong độ ảm đạm của the Saints mà họ gặp phải cuối tháng 1 và đem về cho họ suất dự trận play-off. Mặc dù anh có mặt trong cả hai lượt trận play-off nhưng lại không thể ghi bàn, dù có một cú sút trúng cột dọc làm the Saints thất thủ trước Derby County trên loạt sút luân lưu.
Anh ký một bản hợp đồng dài hạn vào mùa hè 2007, nhưng gặp khó về phong độ ghi bàn ở mùa 2007–08, mặc dù anh đã ghi một bàn tháng quan trọng vào lưới Sheffield United vào ngày cuối cùng của mùa giải để giúp Southampton trụ lại Championship. Đây là bàn thắng đầu tiên của anh kể từ ngày khai mạc mùa giải.

## Sự nghiệp cấp đội tuyển
Anh còn có 33 lần ra sân trong màu áo tuyển quốc gia Ba Lan và ghi được 5 bàn thắng. Anh ấy có tổng cộng ba trận ra sân cho tuyển Ba Lan tại Giải vô địch bóng đá châu Âu 2008, trong đó có hai trận đá chính.
Cho đến nay, anh là cầu thủ Ba Lan duy nhất ghi bàn thăng đưa tỉ số lên hai chữ số, khi anh lập công trong chiến thắng 10-0 của Ba Lan trước San Marino.

### Bàn thắng cho đội tuyển
| #  | Ngày                | Nơi tổ chức          | Đối thủ        | Tỉ số | Kết quả | Giải đấu                                     |
| -- | ------------------- | -------------------- | -------------- | ----- | ------- | -------------------------------------------- |
| 1. | 26 tháng 3 năm 2005 | Warsaw, Ba Lan       | Azerbaijan     | 8–0   | Thắng   | Vòng loại Giải vô địch bóng đá thế giới 2006 |
| 2. | 26 tháng 3 năm 2005 | Warsaw, Ba Lan       | Azerbaijan     | 8–0   | Thắng   | Vòng loại Giải vô địch bóng đá thế giới 2006 |
| 3. | 14 tháng 5 năm 2006 | Wronki, Ba Lan       | Quần đảo Faroe | 4–0   | Thắng   | Giao hữu                                     |
| 4. | 28 tháng 3 năm 2009 | Belfast, Bắc Ireland | Bắc Ireland    | 2–3   | Thua    | Vòng loại Giải vô địch bóng đá thế giới 2010 |
| 5. | 1 tháng 4 năm 2009  | Kielce, Ba Lan       | San Marino     | 10–0  | Thắng   | Vòng loại Giải vô địch bóng đá thế giới 2010 |

## Danh hiệu
ŁKS Łódź
- Ekstraklasa: 1997–98

AaB
- Danish Superliga: 2007–08

Legia Warsaw
- Ekstraklasa: 2012–13, 2013–14, 2015–16
- Cúp bóng đá Ba Lan: 2012–13, 2014–15, 2015–16